# YJ-91 (ミサイル)
YJ-91（わいじぇいきゅうじゅういち、中国語:鷹擊-91）は、中華人民共和国がロシアのKh-31を元に開発した超音速空対艦ミサイル/対レーダーミサイルである。Kh-31Pは別名「神盾殺手（イージス艦キラー）」とも呼ばれる。ちなみに巨大対艦ミサイルKh-41モスキートの別名は「航母殺手（空母キラー）」とのこと。
台湾作戦時などに万一、北京・上海が、アメリカ海軍空母打撃群/アメリカ空軍基地などからの空襲を受けた場合、空母打撃群/空軍基地のイージスシステム/パトリオットミサイルを制圧して空襲停止・撃退をはかるため、中国人民解放軍はライセンス国産化し量産備蓄につとめている。
2016年には西太平洋ベトナム沖の西沙諸島にて建設中の、海上要塞に配備された。

## 概要
射程50kmのARH対艦ミサイル型のKh-31Aと射程110kmの対レーダーミサイル型のKh-31Pがある。Kh-31Pは西側諸国のAGM-88 HARMに類する対レーダーミサイルであるが、ラムジェットエンジンで推進するためHARMより射程が長いと解釈しているサイトがある。
インテグラルロケットラムジェットに類別されるラムジェットエンジンの超音速ミサイルで、安定フィンが後部に、X字状に4枚ついており、方形の空気取り入れ口が左右四ヶ所についている。
このラムジェットエンジンは作動条件の幅が広く、高高度ではマッハ4.5、海面上ではマッハ2.7の飛行が可能であるとされる。尚、射程のデータはフライトプロファイルによって変動する。
同一エアフレーム、同一プロパルジョントレインを持つKh-31AとKh-31Pの射程が極端に違うことは、両者のフライトプロファイルが大幅に異なることを意味すると言ってよい。